# Hohl (Familienname)
Hohl ist ein deutscher Familienname.

## Namensträger
- Alfred Hohl (1930–2004), Schweizer Diplomat
- Andrea Hohl (* 1975), deutsche Basketballspielerin
- Andreas Hohl (* 1980), Schweizer DJ, siehe Mr. P!nk
- Anton Friedrich Hohl (1789–1862), deutscher Arzt
- Arthur Hohl (1889–1964), US-amerikanischer Theater- und Filmschauspieler
- Arturo Hohl (vor 1928–nach 1929), uruguayischer Fußballspieler
- Astrid Hohl (* 1951), deutsch-britische Ruderin
- Elias Hohl (2002 oder 2003), österreichischer Maturant und Programmierer, Gewinner der internationalen Physikolympiade 2021
- Emil Hohl (1958–2019), Schweizer Unternehmer
- Ernst Hohl (1886–1957), deutscher Althistoriker
- Fabienne Hohl (* 1956), Schweizer Juristin
- Hans-Rudolf Hohl (* 1933), Schweizer Botaniker und Hochschullehrer
- Hans Ueli Hohl (1929–2020), Schweizer Politiker
- Heinrich Hohl (1900–1968), deutscher Landwirt und Politiker (CNBL, später CDU)
- Jennifer Hohl (* 1986), Schweizer Radrennfahrerin
- Johann Jakob Hohl (Politiker, 1809) (1809–1859), Schweizer Gemeindepräsident, Kantonsrat und Gründer der Ausserrhoder Assekuranz
- Johann Jakob Hohl (Politiker, 1834) (1834–1913), Schweizer Ständerat
- Johann Ulrich Hohl (1833–1890), Schweizer Unternehmer und Konsul
- Johannes Hohl (1813–1878), Schweizer Kantonspolizeidirektor, Kantonsrat, Landammann, Nationalrat und Ständerat
- Julius Robert Hohl (1835–1916), Schweizer Textilunternehmer, Gemeindepräsident, Kantonsrat und Regierungsrat
- Jürgen Hohl (* 1944), deutscher oberschwäbischer Heimatkundler und Restaurator
- Karl von Hohl (1825–1899), deutscher Jurist und Politiker
- Karl Hohl (Chronist) (1900–1967), Schweizer Heimatforscher
- Kurt Hohl (1916–2000), Schweizer Radiologe und Hochschullehrer
- Ludwig Hohl (1904–1980), Schweizer Schriftsteller
- Leopold Hohl (1886–1969), österreichischer Bildhauer
- Matthias Zágon Hohl-Stein (* 1952), deutscher Bildhauer, Maler und Grafiker
- Michael Hohl (* 1959), deutscher Politiker (CSU)
- Michael K. Hohl (* 1946), Schweizer Gynäkologe und Hochschullehrer
- Peter Hohl (* 1941), deutscher Schriftsteller, Publizist und Verleger
- Reinhard Hohl (Diplomat) (1893–1975), Schweizer Jurist und Diplomat
- Reinhard Hohl-Custer (1865–1952), Schweizer Textilunternehmer
- Reinhard Hohl-Tobler (1841–1930), Schweizer Textilunternehmer und Regierungsrat
- Reinhold Hohl (1929–2014), Schweizer Kunsthistoriker und Kunstpublizist
- Rudolf Hohl (Mediziner) (1838–1872), deutscher Mediziner
- Rudolf Hohl (Geologe) (1906–1992), deutscher Geologe